# قائمة الجوائز والترشيحات التي تلقاها شاه روخ خان
يعد شاه روخ خان واحداً من أكثر الممثلين البوليوديين توشيحاً بالجوائز والتكريمات والأوسمة في السينما البوليودية وعبر العالم 

## الأوسمة الوطنية
- 1997 - جائزة أفضل مواطن هندي [2]
- 2002 - جائزة راجيف غاندي للتميز في مجال الترفيه.
- 2005 - جائزة بادما شري رابع أعلى جائزة مدنية في الهند تقدمها الحكومة الهندية [3]
- 2009 – يعد من بين 10 مستفيدين من جوائز الأكاديمية الدولية للفيلم الهندي وجوائز إتحاد الغرف الهندية للتجارة والصناعة (IIFA-FICCI) كأعظم فنان ترفيهي لهذا العقد.[4]
- 2010 - الجائزة العالمية للترفيه والشخصيات والإعلامية الهندية في إطار جوائز إتحاد الغرف الهندية للتجارة والصناعة (FICCI Frames) للتميز.[5]

## الأوسمة والجوائز الدولية
- 2004 : اختارته مجلة تايم ليظهر على غلاف مجلتها بٱعتباره واحدا من 20 بطلا في أسيا تحت سن 40 سنة [6]
- 2004 : جائزة نقابة بريطانيا لأفضل ممثل للعقد بآسيا [7]
- 2005 : ٱختارته مجلة ناشيونال جيوغرافيك مرتين ليكون على غلاف الطبعة الآسيوية لشهر فبراير [8]
- 2007 : وشح بوسام نقابة الفنون والآداب الفرنسية من درجة ضابط عن مجمل أعماله الإستثنائية.[9]
- 2007 : صنع له تمثال شمع مطابق في متحف مدام توسو الشهير للشمع في لندن، تلته عدة إصدارات إضافية أخرى في متاحف تابعة كمتحف مدام توسو في لوس أنجلوس وهونغ كونغ، ونيويورك في عام 2010 [10] ، [11]
- 2007 : عرض له تمثال شمع آخر في متحف جريفين في باريس، حيث وضع جنبا إلى جنب مع تمثال غاندي، ويعتبر بذلك شاه رخ خان الهندي الوحيد الذي حصل على شرف مماثل [12] ، [13]
- 2008 : منح لقب «داتوك» الماليزي وهو أقرب إلى لقب سير ببريطانيا لترويجه للسياحة في ولاية ملقا من خلال تصويره فيلم وان تو كا فور عام 2001.[14]
- 2008 : ٱختارته مجلة نيوزويك في عددها 41 كواحدا من أكثر 50 شخصية نفوذا في العالم، تحت عنوان «ملك بوليوود يفتح العقول في بعض الثقافات المنغلقة»، حيث طرحت السؤال «من هو أكبر نجم سينمائي في العالم؟ براد؟ ويل؟ لا اسمه شاروخ خان، ملك بوليوود.»[15] ويعتبر الفنان الوحيد في القائمة.
- 2009 : دعي لتقديم الفيلم السينمائي المليونير المتشرد  في حفل توزيع جوائز الغولدن غلوب السادس والستون. ولم سبق لأي ممثل هندي أن دعي لتقديم حفل توزيع جوائز غولدن غلوب. [19]
- 2009 : حصل على شهادة الدكتوراه الفخرية في الفنون والثقافة من قبل جامعة بيدفوردشير، ببريطانيا.[16]
- 2009 : حصل على الحزام الأسود الفخري في التايكوندو من قبل حكومة كوريا الجنوبية.[17]
- 2009 : ٱختارته جامعة جورجتاون واحداً من بين 500 مسلماً الأكثر نفوذا في جميع أنحاء العالم.[18]
- 2010 : خلال ترويجه لفيلم اسمي خان دعي رفقة الممثلة كاجول من قبل بورصة نازداك أكبر بورصة في العالم، لدق جرس الافتتاح في بورصة نيويورك، ليصبح أول ممثلين هنديين ينالى هذا الشرف الذي عادة ما كان مقتصراً على المدراء التنفيذيين للشركات الكبرى [19]
- 2010 : أجمع عليه كرمز للوحدة الدينية من قبل الكثير من الخبراء بجميع أنحاء العالم بمؤتمر جامعة فيينا [20]
- 2010 : أصبح أول ممثل هندي يمنح شرف نادراً وهو التوقيع في سجل الزوار بالمجلس البلدي لمدينة برلين الشهير ب قاعة تاون في برلين.[21]
- 2010 : صنفته مجلة انترتينمنت ويكلي في قائمتها بأنه أقوى «نجم» بوليوود.[22]

## الجوائز الكبرى
تقدم جوائز نجم النقابة المنتجين أبسارا للسينما والتلفزيون منذ عام 2004 لتكريم وتقدير التميز المهني لجل عمال صناعة السينما في بوليوود. وقد تلقى خان أربع جوائز من أصل سبعة ترشيحات بما في ذلك جائزة هندوستان تايمز للقراء لأفضل فنان ترفيهي خاصة لأدائه في فيلم اسمي خان. حيث يعد خان الممثل الأكثر فوزًا وترشيحا في فئة أفضل ممثل.

### جوائز نجم النقابة أبسارا للسينما والتلفزيون
| سنة  | فئة                                                     | فيلم                                | النتيجة |
| ---- | ------------------------------------------------------- | ----------------------------------- | ------- |
| 2004 | جائزة نجم نقابة المنتجين أبسارا لأفضل ممثل في دور رئيسي | غدا قد يأتي وقد لا يأتي (فيلم هندي) | فوز     |
| 2005 | جائزة نجم نقابة المنتجين أبسارا لأفضل ممثل في دور رئيسي | الوطن (نحن الشعب)                   | فوز     |
| 2008 | جائزة نجم نقابة المنتجين أبسارا لأفضل ممثل في دور رئيسي | النصر للهند (فيلم هندي)             | فوز     |
| 2010 | جائزة نجم نقابة المنتجين أبسارا لأفضل ممثل في دور رئيسي | ثنائي اختاره الرب (فيلم هندي)       | فوز     |
| 2011 | جائزة نجم نقابة المنتجين أبسارا لأفضل ممثل في دور رئيسي | اسمي خان (فيلم هندي)                | رُشِّح     |
| 2011 | جائزة هندوستان تايمز للقراء لأفضل فنان ترفيهي           | اسمي خان (فيلم هندي)                | فوز     |
| 2012 | جائزة نجم نقابة المنتجين أبسارا لأفضل ممثل في دور رئيسي | دون 2                               | رُشِّح     |
| 2012 | جائزة هندوستان تايمز للقراء لأفضل فنان ترفيهي           | دون 2                               | فوز     |
| 2014 | جائزة نجم نقابة المنتجين أبسارا لهذه السنة              | قطار تشيناي السريع (فيلم هندي)      | فوز     |

### جوائز السينما الآسيوية
يتم عرض حفل توزيع جوائز السينما الآسيوية سنويا منذ عام 2007 لتكريم المتميزين من المهنيين في صناعة السينما الآسيوية. وقد تلقى خان ترشيحاً واحداً.
| سنة  | فئة                               | فيلم | النتيجة |
| ---- | --------------------------------- | ---- | ------- |
| 2007 | جائزة السينما الآسيوية لأفضل ممثل | دون  | رُشِّح     |

### جوائز أفلام بوليوود
| سنة  | فئة                                         | فيلم                          | النتيجة |
| ---- | ------------------------------------------- | ----------------------------- | ------- |
| 1999 | جوائز أفلام بوليوود فئة الممثل الأكثر إثارة | ديل سي (فيلم هندي)            | فوز     |
| 1999 | جوائز أفلام بوليوود فئة أفضل ممثل           | كوتش كوتش هوتا هي (فيلم هندي) | فوز     |
| 2003 | جوائز أفلام بوليوود فئة أفضل ممثل           | ديفداس (فيلم هندي)            | فوز     |
| 2005 | جوائز أفلام بوليوود فئة أفضل ممثل           | فير زارا (فيلم هندي)          | فوز     |
| 2007 | جوائز أفلام بوليوود فئة أفضل ممثل           | كابهي الفيدا ناه كيهنا        | رُشِّح     |

### جوائز السنة لشبكة البث الهندي سي إن إن وإي بي إن (CNN-IBN)
| سنة  | فئة                      | فيلم | النتيجة |
| ---- | ------------------------ | ---- | ------- |
| 2013 | هندي السنة – فئة الترفيه | —    | فوز     |

### جوائز فيلم فير
| سنة  | فئة                              | فيلم                                     | النتيجة |
| ---- | -------------------------------- | ---------------------------------------- | ------- |
| 1993 | جائزة فيلم فير لأفضل ممثل صاعد   | ديوانا (فيلم هندي)                       | فوز     |
| 1994 | جائزة فيلم فير لأفضل ممثل صاعد   | بازيجار (فيلم هندي)                      | فوز     |
| 1994 | جائزة فيلم فير أفضل ممثل         | أحيانا نعم، أحيانا لا (فيلم هندي)        | رُشِّح     |
| 1994 | جائزة فيلم فير للنقاد لأفضل أداء | أحيانا نعم، أحيانا لا (فيلم هندي)        | فوز     |
| 1994 | جائزة فيلم فير لأفضل دور شرير    | دار (فيلم هندي)                          | رُشِّح     |
| 1995 | جائزة فيلم فير لأفضل دور شرير    | أنجام (فيلم هندي)                        | فوز     |
| 1996 | جائزة فيلم فير أفضل ممثل         | رجوع العاشق المجنون (فيلم هندي)          | فوز     |
| 1998 | جائزة فيلم فير أفضل ممثل         | جنون الحب (فيلم هندي)                    | فوز     |
| 1998 | جائزة فيلم فير أفضل ممثل         | نعم سيدى (فيلم هندي)                     | رُشِّح     |
| 1999 | جائزة فيلم فير أفضل ممثل         | كوتش كوتش هوتا هي (فيلم هندي)            | فوز     |
| 1999 | جائزة فيلم فير لأفضل دور شرير    | الشبيهان (فيلم 1998)                     | رُشِّح     |
| 2000 | جائزة فيلم فير أفضل ممثل كوميدي  | بادشاه (فيلم هندي)                       | رُشِّح     |
| 2001 | جائزة فيلم فير للنقاد لأفضل ممثل | موهبتين (فيلم هندي)                      | فوز     |
| 2002 | جائزة فيلم فير أفضل ممثل         | أحيانا السعادة وأحيانا الحزن (فيلم هندي) | رُشِّح     |
| 2002 | جائزة فيلم فير لأفضل فيلم        | أشوكا (فيلم هندي)                        | رُشِّح     |
| 2003 | جائزة فيلم فير أفضل ممثل         | ديفداس (فيلم هندي)                       | فوز     |
| 2004 | جائزة فيلم فير أفضل ممثل         | غدا قد يأتي وقد لا يأتي (فيلم هندي)      | رُشِّح     |
| 2005 | جائزة فيلم فير أفضل ممثل         | الوطن (نحن الشعب)                        | فوز     |
| 2005 | جائزة فيلم فير أفضل ممثل         | فير زارا (فيلم هندي)                     | رُشِّح     |
| 2005 | جائزة فيلم فير أفضل ممثل         | مين هون نا (فيلم هندي)                   | رُشِّح     |
| 2005 | جائزة فيلم فير لأفضل فيلم        | مين هون نا (فيلم هندي)                   | رُشِّح     |
| 2007 | جائزة فيلم فير أفضل ممثل         | كابهي الفيدا ناه كيهنا                   | رُشِّح     |
| 2007 | جائزة فيلم فير أفضل ممثل         | دون                                      | رُشِّح     |
| 2008 | جائزة فيلم فير أفضل ممثل         | النصر للهند (فيلم هندي)                  | فوز     |
| 2008 | جائزة فيلم فير أفضل ممثل         | أوم شانتي أوم (فيلم هندي)                | رُشِّح     |
| 2008 | جائزة فيلم فير لأفضل فيلم        | أوم شانتي أوم (فيلم هندي)                | رُشِّح     |
| 2009 | جائزة فيلم فير أفضل ممثل         | ثنائي اختاره الرب (فيلم هندي)            | رُشِّح     |
| 2011 | جائزة فيلم فير أفضل ممثل         | اسمي خان (فيلم هندي)                     | فوز     |
| 2011 | جائزة فيلم فير لأفضل فيلم        | اسمي خان (فيلم هندي)                     | رُشِّح     |
| 2012 | جائزة فيلم فير أفضل ممثل         | دون 2                                    | رُشِّح     |
| 2012 | جائزة فيلم فير لأفضل فيلم        | دون 2                                    | رُشِّح     |
| 2013 | جائزة فيلم فير أفضل ممثل         | طالما أنا حي (فيلم هندي)                 | رُشِّح     |
| 2014 | جائزة فيلم فير أفضل ممثل         | قطار تشيناي السريع (فيلم هندي)           | رُشِّح     |
| 2014 | جائزة فيلم فير لأفضل فيلم        | قطار تشيناي السريع (فيلم هندي)           | رُشِّح     |

### جوائز الفيلم الهندي العالمية(GIFA)
| سنة  | فئة                                                    | فيلم                   | النتيجة |
| ---- | ------------------------------------------------------ | ---------------------- | ------- |
| 2004 | جائزة مهرجان الافلام الهندية العالمي "جيفا" لأفضل ممثل | فير زارا (فيلم هندي)   | فوز     |
| 2005 | جائزة مهرجان الافلام الهندية العالمي "جيفا" لأفضل ممثل | الوطن (نحن الشعب)      | فوز     |
| 2005 | جائزة الممثل الذكر الأكثر بحثا على الإنترنت            |                        | فوز     |
| 2007 | جائزة مهرجان الافلام الهندية العالمي "جيفا" لأفضل ممثل | كابهي الفيدا ناه كيهنا | رُشِّح     |

### جوائز الأكاديمية الدولية للفيلم الهندي
| Year | Category                                 | Film                                       | Result |
| ---- | ---------------------------------------- | ------------------------------------------ | ------ |
| 2001 | Special award – IIFA Most Popular Actor. |                                            | فوز    |
| 2001 | جوائز الأكاديمية الدولية للفيلم الهندي   | موهبتين                                    | رُشِّح    |
| 2002 | جوائز الأكاديمية الدولية للفيلم الهندي   | أحيانا السعادة وأحيانا الحزن (فيلم هندي)   | رُشِّح    |
| 2003 | جوائز الأكاديمية الدولية للفيلم الهندي   | ديفداس (فيلم هندي)                         | فوز    |
| 2004 | جوائز الأكاديمية الدولية للفيلم الهندي   | غدا قد يأتي وقد لا يأتي                    | رُشِّح    |
| 2005 | جوائز الأكاديمية الدولية للفيلم الهندي   | فير زارا                                   | فوز    |
| 2006 | جوائز الأكاديمية الدولية للفيلم الهندي   | Paheli                                     | رُشِّح    |
| 2007 | جوائز الأكاديمية الدولية للفيلم الهندي   | دون (فيلم 2006)                            | رُشِّح    |
| 2008 | جوائز الأكاديمية الدولية للفيلم الهندي   | النصر للهند (فيلم هندي)                    | فوز    |
| 2009 | جوائز الأكاديمية الدولية للفيلم الهندي   | ثنائي اختاره الرب                          | رُشِّح    |
| 2009 | IIFA Star of the Decade – Male           | النصر للهند (فيلم هندي), Devdas & فير زارا | فوز    |
| 2011 | IIFA Best Actor Award                    | اسمي خان                                   | فوز    |
| 2011 | IIFA Best Actor Award                    | دون 2                                      | رُشِّح    |
| 2012 | IIFA Best Actor Award                    | طالما أنا حي                               | رُشِّح    |
| 2013 | Digital star of the year                 |                                            | فوز    |
| 2014 | IIFA Best Actor Award                    | قطار تشيناي السريع                         | رُشِّح    |
| 2015 | IIFA Best Actor Award                    | سنة جديدة سعيدة (فيلم هندي)                | رُشِّح    |

### جوائز مرتبة الشرف العالمية الهندية في السينما والتلفزيون
| سنة  | فئة                                 | فيلم                  | النتيجة |
| ---- | ----------------------------------- | --------------------- | ------- |
| 2008 | Best Television Host                | Kaun Banega Crorepati | فوز     |
| 2011 | Best Actor in a Lead Role (Popular) | اسمي خان              | فوز     |
| 2012 | Best Actor in a Lead Role (Popular) | را.وان & دون 2        | رُشِّح     |

### جوائز سانسوي لإختيارات المشاهدين
| Year | Category                                        | Film                    | Result |
| ---- | ----------------------------------------------- | ----------------------- | ------ |
| 1998 | Sansui Viewer's Choice Movie Awards: Best Actor | جنون الحب (فيلم هندي)   | فوز    |
| 1999 | Sansui Viewer's Choice Movie Awards: Best Actor | كوتش كوتش هوتا هي       | فوز    |
| 2001 | Sansui Viewer's Choice Movie Awards: Best Actor | موهبتين                 | فوز    |
| 2002 | Sansui Viewer's Choice Movie Awards: Best Actor | أشوكا                   | رُشِّح    |
| 2003 | Sansui Viewer's Choice Movie Awards: Best Actor | ديفداس (فيلم هندي)      | فوز    |
| 2005 | Sansui Viewer's Choice Movie Awards: Best Actor | فير زارا                | رُشِّح    |
| 2002 | Sansui Viewer's Choice Awards: Jury Best Actor  | أشوكا                   | فوز    |
| 2004 | Sansui Viewer's Choice Awards: Jury Best Actor  | غدا قد يأتي وقد لا يأتي | فوز    |

### جوائز الشاشة (الهند)
| سنة  | فئة                                                                    | فيلم                                     | النتيجة |
| ---- | ---------------------------------------------------------------------- | ---------------------------------------- | ------- |
| 1995 | احسن ممثل                                                              | رام جاني (فيلم هندي)                     | فوز     |
| 1996 | احسن ممثل                                                              | رجوع العاشق المجنون (فيلم هندي)          | فوز     |
| 1998 | احسن ممثل                                                              | جنون الحب (فيلم هندي)                    | رُشِّح     |
| 1999 | احسن ممثل                                                              | كوتش كوتش هوتا هي (فيلم هندي)            | رُشِّح     |
| 2001 | احسن ممثل                                                              | موهبتين (فيلم هندي)                      | رُشِّح     |
| 2001 | جائزة نجمة الشاشة الهندية لأفضل ثنائي (بين شاه رخ خان وكاجول)          | أحيانا السعادة وأحيانا الحزن (فيلم هندي) | فوز     |
| 2001 | احسن ممثل                                                              | أحيانا السعادة وأحيانا الحزن (فيلم هندي) | رُشِّح     |
| 2003 | احسن ممثل                                                              | ديفداس (فيلم هندي)                       | فوز     |
| 2003 | جائزة نجمة الشاشة الهندية لأفضل ثنائي (بين شاه رخ خان وآيشواريا راي)   | ديفداس (فيلم هندي)                       | فوز     |
| 2004 | احسن ممثل                                                              | شيلتي شيلتي (فيلم هندي)                  | رُشِّح     |
| 2005 | احسن ممثل                                                              | فير زارا (فيلم هندي)                     | فوز     |
| 2005 | جائزة نجمة الشاشة الهندية لأفضل ثنائي (بين شاه رخ خان وبريتي زينتا)    | فير زارا (فيلم هندي)                     | فوز     |
| 2006 | احسن ممثل                                                              | بهلي (فيلم هندي)                         | رُشِّح     |
| 2007 | أفضل دور شرير                                                          | دون                                      | رُشِّح     |
| 2007 | جائزة نجمة الشاشة الهندية لأفضل ثنائي (بين شاه رخ خان وراني موخرجي)    | كابهي الفيدا ناه كيهنا                   | فوز     |
| 2008 | احسن ممثل                                                              | النصر للهند (فيلم هندي)                  | فوز     |
| 2008 | جائزة نجمة الشاشة الهندية لأفضل ثنائي (بين شاه رخ خان وديبيكا بادوكون) | أوم شانتي أوم (فيلم هندي)                | فوز     |
| 2009 | احسن ممثل                                                              | ثنائي اختاره الرب (فيلم هندي)            | رُشِّح     |
| 2010 | جائزة نجمة الشاشة الهندية لأفضل ثنائي (بين شاه رخ خان وكاجول)          |                                          | فوز     |
| 2011 | احسن ممثل (شعبي)                                                       | اسمي خان (فيلم هندي)                     | فوز     |
| 2011 | احسن ممثل                                                              | اسمي خان (فيلم هندي)                     | فوز     |
| 2012 | احسن ممثل (شعبي)                                                       | دون 2                                    | فوز     |
| 2012 | احسن ممثل                                                              | دون 2                                    | رُشِّح     |
| 2013 | احسن ممثل (شعبي)                                                       | طالما أنا حي (فيلم هندي)                 | رُشِّح     |
| 2013 | احسن ممثل                                                              | طالما أنا حي (فيلم هندي)                 | رُشِّح     |
| 2014 | احسن ممثل (شعبي)                                                       | قطار تشيناي السريع (فيلم هندي)           | فوز     |
| 2014 | احسن ممثل                                                              | قطار تشيناي السريع (فيلم هندي)           | رُشِّح     |

### جوائز ستارداست
| Year | Category                                              | Film               | Result |
| ---- | ----------------------------------------------------- | ------------------ | ------ |
| 2012 | Stardust Award for Star of the Year – Male            | را.وان & دون 2     | رُشِّح    |
| 2013 | Stardust Award for Star of the Year – Male            | طالما أنا حي       | فوز    |
| 2014 | Stardust Award for Star of the Year – Male            | قطار تشيناي السريع | فوز    |
| 2015 | Stardust Award for Star of the Year – Male            | Happy New Year     | فوز    |
| 2014 | Stardust Award for Best Actor in a Thriller or Action | Happy New Year     | فوز    |

### جوائز نجمة الهند
| Year | Category              | Result |
| ---- | --------------------- | ------ |
| 2004 | Sabsey Favourite Hero | فوز    |
| 2005 | Sabsey Favourite Hero | فوز    |
| 2006 | Sabsey Favourite Hero | فوز    |
| 2007 | Sabsey Favourite Hero | فوز    |
| 2008 | Sabsey Favourite Hero | فوز    |
| 2009 | Sabsey Favourite Hero | رُشِّح    |
| 2010 | Sabsey Favourite Hero | رُشِّح    |

### جوائز زي سيني
- في 1998، حصد شاه روخ خان جائزة أفضل ممثل عن فيلمه جنون الحب. لكنه أهدى الجائزة للممثل سلمان خان الذي دعاه لتسلمها وقول خطاب شكر نيابة عنه.[28]

| سنة  | فئة                                | فيلم                                                          | النتيجة |
| ---- | ---------------------------------- | ------------------------------------------------------------- | ------- |
| 1998 | أحسن ممثل                          | جنون الحب (فيلم هندي)                                         | فوز     |
| 1999 | أحسن ممثل                          | كوتش كوتش هوتا هي (فيلم هندي)                                 | فوز     |
| 2002 | أحسن ممثل                          | أحيانا السعادة وأحيانا الحزن (فيلم هندي)                      | رُشِّح     |
| 2002 | أحسن فيلم                          | أسوكا (فيلم هندي)                                             | رُشِّح     |
| 2003 | أحسن ممثل                          | ديفداس (فيلم هندي)                                            | فوز ،   |
| 2004 | نجم السنة فئة الذكور               | شيلتي شيلتي (فيلم هندي) & غدا قد يأتي وقد لا يأتي (فيلم هندي) | فوز ،   |
| 2004 | أحسن ممثل                          | شيلتي شيلتي (فيلم هندي) & غدا قد يأتي وقد لا يأتي (فيلم هندي) | رُشِّح     |
| 2005 | أحسن ممثل                          | فير زارا (فيلم هندي)                                          | فوز     |
| 2005 | أحسن ممثل                          | مين هون نا (فيلم هندي)                                        | رُشِّح     |
| 2005 | أحسن ممثل                          | الوطن (نحن الشعب)                                             | رُشِّح     |
| 2006 | أحسن ممثل                          | اللغز (فيلم هندي)                                             | رُشِّح     |
| 2007 | Fun Cinema Entertainer of the year | دون                                                           | فوز     |
| 2007 | أحسن ممثل                          | كابهي الفيدا ناه كيهنا                                        | رُشِّح     |
| 2008 | أحسن ممثل                          | النصر للهند (فيلم هندي)                                       | فوز     |
| 2008 | أحسن ممثل                          | أوم شانتي أوم (فيلم هندي)                                     | رُشِّح     |
| 2008 | أيقونة جائزة زي سيني               | أوم شانتي أوم (فيلم هندي)                                     | فوز     |
| 2011 | أحسن ممثل                          | اسمي خان (فيلم هندي)                                          | فوز     |
| 2011 | أحسن فيلم                          | اسمي خان (فيلم هندي)                                          | رُشِّح     |
| 2012 | أفضل ممثل لدى النقاد               | دون 2                                                         | فوز     |
| 2012 | أحسن ممثل                          | را ون (فيلم هندي) & دون 2                                     | رُشِّح     |
| 2012 | أحسن فيلم                          | دون 2                                                         | رُشِّح     |
| 2013 | International Icon Male            | طالما أنا حي (فيلم هندي)                                      | فوز     |
| 2013 | أحسن ممثل                          | طالما أنا حي (فيلم هندي)                                      | رُشِّح     |
| 2014 | أحسن ممثل                          | قطار تشيناي السريع (فيلم هندي)                                | فوز     |

### جوائز أخرى
| سنة  | العمل المرشح والفنان    | جوائز | النتيجة           |
| ---- | ----------------------- | --- | ----------------- |
| 1999 | كوتش كوتش هوتا هي       | Aashirwad Award: أفضل ممثل | فوز               |
| 2001 | شاه رخ خان              | مجلة " جاد" الهندية عدد أكتوبر 2001 - أكثر الرجال جاذبية في آسيا                                                                                   | فوز               |
| 2003 | ديفداس                  | جائزة قناة ديزني للأطفال – أفضل ممثل | فوز               |
| 2004 | شاه رخ خان              | جائزة نقابة آسيا البريطانية – أفضل ممثل لعقد 2004                                                                                                  | فوز               |
| 2004 | شاه رخ خان              | جائزة نوادي ليونز الذهبية في نسختها ال11 للمتميزين في ميادينهم شاه رخ خان                                                                          | فوز               |
| 2004 | فير زارا                | الجائزة السينمائية الدولية للرياضية – 'أفضل ممثل                                                                                                   | فوز               |
| 2004 | شيلتي شيلتي             | MTV Immies Indian Music Excellence Awards the song "Tauba Tumhare Ye Ishare"                                                                       | فوز               |
| 2005 | Shahrukh Khan           | MTV Youth Icon of the Year | فوز               |
| 2005 | Shahrukh Khan / جوش     | Sahara One Sangeet Award – Best Actor Singer “Apun Bola”                                                                                           | فوز[إخفاق التحقق] |
| 2007 | النصر للهند (فيلم هندي) | Planet-Bollywood People's Choice Awards - Best Actor for                                                                                           | فوز               |
| 2007 | النصر للهند (فيلم هندي) | HT Café Film Awards: 'Best Actor Award' | فوز               |
| 2007 | النصر للهند (فيلم هندي) | V Shantaram Award for 'Best Actor' | فوز               |
| 2007 | Shahrukh Khan           | CNBC-TV18's Entertainment Business Leader Award | فوز               |
| 2007 | Shahrukh Khan           | "Sexiest Asian Man" (Eastern Eye, October) | فوز               |
| 2007 | Shahrukh Khan           | Indian Telly Awards – Best TV Anchor | فوز               |
| 2008 | KBC 3                   | IDEA ITA "Best Anchor/Show Host" | فوز               |
| 2008 | كوزموبوليتن             | Fun Fearless Male of All Time | فوز               |
| 2008 | النصر للهند (فيلم هندي) | Annual Central European Bollywood Award for (Best Actor)                                                                                           | فوز               |
| 2010 | NDTV Awards             | "Icon of 21 years of Entertainment Award" | فوز               |
| 2010 | Shahrukh Khan           | India's sexiest dad" (OK! Magazine ‏, November) | فوز               |
| 2011 | اسمي خان                | FICCI Frames 'Best Actor' award for | فوز               |
| 2011 | اسمي خان                | Annual Central European Bollywood Award for (Best Actor)                                                                                           | فوز               |
| 2011 | Shahrukh Khan           | جي كيو (مجلة) "Cinematic Icon" | فوز               |
| 2011 | Shahrukh Khan           | هالو (مجلة) - "Personality of the Year" | فوز               |
| 2011 | Shahrukh Khan           | Forbes India Leadership Awards: A special commendation for his contribution to the Media & Entertainment industry                                  | فوز               |
| 2011 | Shahrukh Khan           | Airtel Super Star Awards: "Iconic Super Star of the Year"                                                                                          | فوز               |
| 2012 | Shahrukh Khan           | NDTV Business Leadership Awards: "The Creative Entrepreneur of the Year"                                                                           | فوز               |
| 2012 | Shahrukh Khan           | ETC Bollywood Business Awards: most profitable actors of the Hindi film industry (overseas)                                                        | فوز               |
| 2012 | Shahrukh Khan           | The Life Time Achievement Award at the 14th Asianet Film Awards                                                                                    | فوز               |
| 2012 | Shahrukh Khan           | Cosmopolitan Fun Fearless Female and Male Awards – The Ultimate Fun Fearless Male of All Time                                                      | فوز               |
| 2013 | طالما أنا حي            | Lions Favourite Actor in a Leading Role | فوز               |
| 2013 | شاه روخ خان             | Most Popular and Powerful Celebrity in Forbes India Celebrity 100 List and first Indian actor to be featured on the cover of Forbes India Magazine | فوز               |
| 2013 | شاه روخ خان             | Chevalier Sivaji Award for the contribution to Indian Cinema (Vijay Awards 2013)                                                                   | فوز               |
| 2013 | شاه روخ خان             | India's Most Attractive Personality by Trust Research Advisory                                                                                     | فوز               |
| 2013 | شاه روخ خان             | Ranked 5th on India's 25 Greatest Global Living Legends from إن دي تي في                                                                           | فوز               |
| 2013 | شاه روخ خان             | Most Popular and Powerful Celebrity in Forbes India Celebrity 100                                                                                  | فوز               |
| 2013 | شاه روخ خان             | Nickelodeon Kids' Choice Awards - Most Popular Actor                                                                                               | فوز               |
| 2014 | Shahrukh Khan           | 16th Asianet Film Awards - Icon of Indian Cinema                                                                                                   | فوز               |
| 2014 | Shahrukh Khan           | جوائز ميرشي الموسيقية - Mirchi Face of Romactic Songs                                                                                              | فوز               |
| 2014 | Shahrukh Khan           | IAA Awards - Brand Ambassador OF The Year (Male)                                                                                                   | فوز               |
| 2014 | Shahrukh Khan           | HT Cafe Most Stylish Awards - Most Stylish Superstar                                                                                               | فوز               |
| 2014 | Shahrukh Khan           | هالو (مجلة) Entertainer of the Year (Male) Superstar of the Year 2013                                                                              | فوز               |
| 2014 | Shahrukh Khan           | Vijay Awards - Entertainer of Indian Cinema Award                                                                                                  | فوز               |

## جوائز دولية
- 2003 – A rare species of سحلبية، Ascocenda Shah Rukh Khan, was named after him in Singapore.[67]
- 2004 – ٱختارته جريدة التايم الأسبوعية الأمريكية ضمن 20 بطلاً أسيوياً تحت سن الأربعين، ليظهر على غلاف المجلة.[68]
- 2004 : جائزة قارة آسيا للنقابة البريطانية لأفضل ممثل لعقد 2004
- 2005 – ظهر مرتين في عدد فبراير على غلاف الطبعة الآسيوية لمجلة ناشيونال جيوغرافيك.[69]
- 2007 – He was awarded the وسام الفنون والآداب الفرنسي (Order of the Arts and Literature) by the French government for his “exceptional career”.[70]
- 2007 – His lifelike wax statue was installed in London's متحف الشمع wax museum. Additional versions were installed at Madame Tussauds museums in Los Angeles, Hong Kong, and New York in 2010.
- 2007 – Another lifelike wax statue was displayed in متحف جريفن in Paris, along with that of مهاتما غاندي، the only other Indian to receive a similar honor.
- 2008 – He was conferred the Darjah Mulia Seri Melaka, which carries the honorific Datuk, by the Yang di-Pertua Negeri Tun Mohd Khalil Yaakob, head of state of ملقا in ماليزيا، for "promoting tourism in Malacca" by filming One 2 Ka 4 there in 2001.
- 2008 – نيوزويك named him one of the 50 most powerful people in the world, ranking him at number 41. He was the only artist and the only movie-star in the list. Newsweek subtitled his article as "The king of Bollywood is opening minds in some closed-off cultures" and noted, "Who is the world's biggest movie star? Brad? Will? Nah. His name is Shahrukh Khan, and he's the king of Bollywood."[71]
- 2009 – He was invited to present the motion picture مليونير متشرد at the حفل توزيع جوائز الغولدن غلوب السادس والستون. No Indian actor had previously been invited to present at the Golden Globe Awards.
- 2009 – Great Britain's جامعة بدفوردشير awarded him an honorary doctorate in arts and culture.[72]
- 2009 – He was given a Black Belt Honorary in تايكوندو by the كوريا الجنوبيةn government.[73]
- 2009 – He was declared amongst the 500 most influential Muslims worldwide by جامعة جورجتاون.[74]
- 2010 – Was invited by بورصة نازداك، the world's biggest stock exchange, to ring their opening bell in New York, along with كاجول، for the promotion of اسمي خان, thus become the first Indian actors to open the market, an honour usually reserved for CEOs of major corporations.[75]
- 2010 – He was recognized as an icon of religious unity by experts from around the world at a conference at Vienna University.[76]
- 2010 – He became the first Indian actor to be given the rare honour of signing the guest book at روتس راتوس.[77]
- 2010 – انترتينمنت ويكلي states in their Most Powerful List that Khan is the "megastar" of Bollywood.[78]
- 2011 – He became the first Bollywood actor to be featured on the cover page of لوس أنجلوس تايمز Calendar section. Shahrukh's films اسمي خان and the recently released film را.وان have been noticed and appreciated by the American media outlet.[79]
- 2011 – He was honored with the يونسكو award for his charity engagements and social commitment towards providing education for kids. Shah Rukh is the first Indian to win this accolade.[80]
- 2011 – He was honored with L’Etoile d’Or by محمد السادس بن الحسن the قائمة حكام المغرب during Eleventh المهرجان الدولي للفيلم بمراكش. Shah Rukh is the first Indian to receive the honor.[81]
- 2012 – Khan became the first Bollywood personality to be honoured with the prestigious Chubb fellowship at جامعة ييل.[82]
- 2012 – He was honoured with the prestigious Brand Laureate Legendary Award for his unmatched contribution to the Indian Cinema and also for being India's foremost brand ambassador in Malaysia.[83]
- 2012 – He was conferred with one of Morocco's highest honours (a rare state honour, Wissame Al Kafaa Al Fikria (award of intellectual merit)) while attending the 12th International Film Festival of Marrakech by Prince Moulay Rachid.[84]
- 2013 - Appointed as سفير الأمم المتحدة للنوايا الحسنة by the government of South Korea.[85]
- 2014 - Recognized as World's Second Richest Actor.[86]
- 2014 - Awarded with وسام جوقة الشرف، France's highest civilian award, on July 1.[87]
- 2014 - Appointed as an ambassador for منظمة الشرطة الجنائية الدولية's Turn Back Crime campaign.[88]
- 2014 – Honoured with Global Diversity Award at the State Room of Britain’s House of Commons[89]
- 2015 - Award for Outstanding Contribution to Cinema in Asian Awads[90]
- 2015 – Dadasaheb Phalke Film Foundation Award for Outstanding Contribution to Indian Cinema[بحاجة لمصدر]

## أنظر كذلك
- شاه رخ خان
- قائمة بأعمال شاه رخ خان الفنية
- أفلام شاه رخ خان